# Agnieszka Kotulanka
Agnieszka Krystyna Kotulanka (Kotuła), po mężu Sas-Uhrynowska (ur. 26 października 1956 w Warszawie, zm. 20 lutego 2018 tamże) – polska aktorka filmowa i teatralna, wykonawczyni piosenki aktorskiej.

## Życiorys
Uczęszczała do szkoły muzycznej z wydziałem wokalnym. O szkole teatralnej zaczęła myśleć w liceum. W 1975 ukończyła XXXIX Liceum Ogólnokształcące im. Lotnictwa Polskiego w Warszawie, a w 1980 studia na Wydziale Aktorskim Państwowej Wyższej Szkoły Teatralnej im. Aleksandra Zelwerowicza w Warszawie. Dyplom zrobiła jednak dopiero rok później. Po ukończeniu stołecznej Szkoły Teatralnej po raz pierwszy pojawiła się w 1980 roku w epizodycznych rolach w serialu Jana Łomnickiego Dom.
W Teatrze Telewizji zadebiutowała w 1980 rolą Letty w inscenizacji dramatu Śmierć komiwojażera (1949) Arthura Millera w reżyserii Kazimierza Karabasza, u boku m.in. Tadeusza Łomnickiego i Barbary Krafftówny. W latach 1981–1989 była aktorką Teatru Współczesnego w Warszawie. W 1986 wystąpiła na 23 Krajowym Festiwalu Piosenki Polskiej w Opolu podczas Koncertu piosenki kabaretowej i aktorskiej.
W 1989 wyjechała do Kanady, gdzie mieszkała dwa lata. Tam sporadycznie występowała dla tamtejszej Polonii. Po dobrych recenzjach krytyków, po jej występie na Przeglądzie Piosenki Aktorskiej we Wrocławiu podjęła decyzję o powrocie do Polski. Przez kolejne lata głównie współpracowała z Teatrem Telewizji, gdzie zagrała m.in. w przedstawieniach O żonach dobrych i złych oraz Żołnierz i bohater. Jako aktorka dubbingowa użyczyła swojego głosu w takich produkcjach jak: Siostro, moja siostro (1994) i Jeszcze bardziej zgryźliwi tetrycy (1995).
W 1997 roku dołączyła do obsady serialu Klan. W 1999 brała udział w VI Gali Piosenki Biesiadnej w koncercie Piosenka o mojej Warszawie.
W 2000 roku otrzymała statuetkę Telekamery dla najlepszej polskiej aktorki.

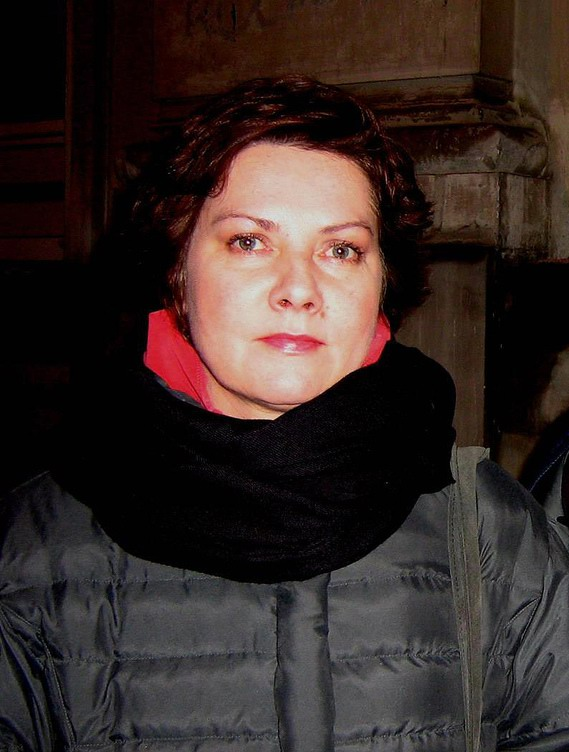
Agnieszka Kotulanka (2007)

Występowała w Teatrze Komedia, a także gościnnie w Teatrze Kwadrat, oraz w Teatrze Bajka w Warszawie. Związana też była z Teatrem Syrena w Warszawie. W 2001 wystąpiła podczas premierowego spektaklu muzycznego z piosenkami Wojciecha Młynarskiego Niedziela na Głównym w Teatrze Buffo. Przedstawienie zostało odegrane w scenografii przypominającej dworzec kolejowy z kasami, bufetem, ławeczkami i wielkim zegarem pośrodku. Prapremiera tego przedstawienia, odbyła się w tym samym roku na 22. Przeglądzie Piosenki Aktorskiej na scenie Teatru Polskiego we Wrocławiu. Autorem scenariusza oraz reżyserem tego koncertu był Janusz Józefowicz. Nagranie z tego koncertu zostało zarejestrowane i pojawiło się na 5-płytowym albumie Wojciecha Młynarskiego, zatytułowanym Prawie całość.
W dorobku artystycznym miała role w kilkunastu filmach, m.in. w Niezawodnym systemie, Roślinach trujących, Nadzorze i Wielkim wozie oraz serialach telewizyjnych. Największą popularność przyniosła jej jednak rola Krystyny Lubicz, żony Pawła Lubicza w serialu telewizyjnym Klan (1997–2013).
W 2013 przestała pracować i zniknęła z show-biznesu. 2472 odcinek serialu Klan był ostatnim, w którym zagrała.

## Życie prywatne
Dorastała nad Zalewem Zegrzyńskim. Była córką podpułkownika Wojska Polskiego Józefa (1923−1996) i Genowefy (1929−2019) Kotułów. Miała siostrę Jolantę Kotułę-Żukowską (ur. 1955) – polonistkę, teatrolożkę, pracownicę działu literackiego (1982-1985) i sekretarz literacką (1985-2010), a obecnie Muzeum Teatru.
Jej mężem był aktor Jacek Sas-Uhrynowski, z którym rozwiodła się w roku 1992 po 12 latach małżeństwa. Miała z nim dwoje dzieci: syna Michała (ur. 1985) i córkę Katarzynę (ur. 1987). 
Była w związku z Pawłem Wawrzeckim.
Cierpiała na chorobę alkoholową i depresję. Zmarła na krwotoczny udar mózgu 20 lutego 2018 w Warszawie. Msza pogrzebowa odbyła się w parafii św. Józefa Oblubieńca NMP w Legionowie. Została pochowana przy swoim ojcu, na cmentarzu parafialnym w Legionowie.

## Filmografia
| Filmy fabularne     |                                    |                                                                   |                     |
| Rok                 | Tytuł                              | Rola                                                              | Reżyseria           |
| 1982                | Punkty za pochodzenie              | pielęgniarka                                                      | Franciszek Trzeciak |
| 1983                | Nadzór                             | kochanka Adama                                                    | Wiesław Saniewski   |
| 1985                | Rośliny trujące                    | głuchoniema                                                       | Robert Gliński      |
| 1987                | Wielki Wóz                         | żona Karola                                                       | Marek Wortman       |
| 1993                | Dwaj zgryźliwi tetrycy             | Ariel (polski dubbing)                                            | Elżbieta Jeżewska   |
| 1994                | Siostro, moja siostro              | madame Danzar (polski dubbing)                                    | Elżbieta Jeżewska   |
| 1995                | Wielki tydzień                     | majorowa Karska                                                   | Andrzej Wajda       |
| 1995                | Jeszcze bardziej zgryźliwi tetrycy | Ariel (polski dubbing)                                            | Elżbieta Jeżewska   |
| Seriale telewizyjne |                                    |                                                                   |                     |
| 1980                | Dom                                | wiejska dziewczyna (odc. 1)narzeczona Gienka-milicjantka (odc. 7) | Jan Łomnicki        |
| 1989                | Rzeka kłamstwa                     | Cyganka z martwym dzieckiem (odc. 7)                              | Jan Łomnicki        |
| 1992                | Aby do świtu...                    | głos Bożeny (odc. 1-5, 8-10, 13-14)                               | Radosław Piwowarski |
| 1996–2000           | Superman                           | Lois Lane (polski dubbing)                                        | Elżbieta Jeżewska   |
| 1997–2013           | Klan                               | Krystyna Lubicz (odc. 1-2472)                                     | różni               |
| 2006                | Niania                             | Ewelina (odc. 47)                                                 | Jerzy Bogajewicz    |
| 2007                | Hela w opałach                     | mama Jacka (odc. 40)                                              | Andrzej Kostenko    |

## Role teatralne

### Teatr Telewizji
- 1980: Śmierć komiwojażera jako Letta
- 1984: Wzywamy w charakterze świadka jako Alina
- 1984: Sposób na życie
- 1984: Neapol miasto milionerów jako Maria-Rosaria
- 1984: Mahagonny jako dziewczyna z Mahagonny
- 1984: Królowa śniegu jako Lilia
- 1984: Deszcz
- 1985: Strach i nędza III rzeszy
- 1985: Jak to w szkole
- 1986: Natalia jako Głasza
- 1992: Żołnierz i bohater jako Raina
- 1992: O żonach złych i dobrych jako Żaneta Firley
- 1993: Tessa jako Flora Churchil
- 1993: Jogging jako Judy
- 1993: Ja, Michał z Montaigne jako Koryzanda
- 1993: Gorzkie łzy Petry von Kant jako Sydonia von Grasenabb
- 1994: Stroiciel jako Anna
- 1994: Rozdział drugi jako Jenny Malone
- 1994: Rewanż jako Mary – Cara
- 1994: O przemyślności kobiety niewiernej jako żona
- 1994: Niezawodny system jako Amelia Ribadier
- 1994: Chory z urojenia jako Belina
- 1994: Anielka jako ciocia Andzia
- 1995: Zęby jako Mary
- 1995: Przeszłość jest nieśmiertelna...
- 1995: Pamiętam...
- 1995: Grzeszki tatusia jako Harriet
- 1995: Don Carlos jako Markiza Mondecar
- 1995: Chryzantema złocista jako Iza
- 1997: Kram z piosenkami
- 1997: Bajki o zwierzętach jako Mrówka
- 1998: Książę chochlik jako Wróżka Matka
- 2003: Siła komiczna jako matka/żona Farmera

### Teatr
Państwowa Wyższa Szkoła Teatralna im. Aleksandra Zelwerowicza w Warszawie
- 1979: Ćwiczenia ze Snu nocy letniej Williama Shakespearea jako Hermia oaz Pigwa, reż. Marek Grzesiński
- 1980: Beatrix Cenci Juliusza Słowackiego jako Beatryks oraz III wiedźma, reż. Zofia Mrozowska

Słupski Teatr Dramatyczny
- 1980: Wacława dzieje Stefana Garczyńskiego jako siostra oraz wielbicielka, reż. Marek Grzesiński
- 1981: Hamlet i Hamlet Williama Shakespearea jako aktorka oraz Ofelia, reż. Marek Grzesiński
- 1981: Biesy Fiodora Dostojewskiego jako studentka, reż. Paweł Nowicki

Teatr Współczesny w Warszawie
- 1982: Pastorałka Leona Schillera jako anioł, reż. Maciej Englert
- 1982: Mahagonny Bertolta Brechta, Kurta Weilla jako dziewczyna z Mahagonny, reż. Krzysztof Zaleski
- 1983: Sen nocy letniej Williama Shakespearea jako Hermia, reż. Maciej Englert
- 1983: Człowiek-Słoń Bernarda Pomerance jako dziewczyna spiczastogłowa, reż. Marcel Kochańczyk
- 1984: Walka karnawału z postem Janusza Wiśniewskiego jako Weronika, reż. Janus Wiśniewski
- 1984: Niech no tylko zakwitną jabłonie Agnieszki Osieckiej jako dziewczyna z Suteryny, Hela Doktorka oraz Szczur[26], reż. Krzysztof Zaleski
- 1985: Trzy siostry Antoniego Czechowa jako Natalia, reż. Maciej Englert
- 1986: Lorenzaccio Alfreda de Musseta jako Margrabina Cibo, reż. Krzysztof Zaleski
- 1987: Mistrz i Małgorzata Michaiła Bułhakowa, reż. Maciej Englert

Teatr Powszechny im. Zygmunta Hübnera w Warszawie
- 1994: Czarna komedia Petera Shaffera jako Carol Melkett (gościnnie), reż. Marek Sikora

Teatr Ateneum im. Stefana Jaracza w Warszawie
- 1983: Fantasticks Tom Jones Harveya Schmidta jako Luiza (gościnnie), reż. Jagienka A. Zychówna

Teatr Dramatyczny w Warszawie
- 1996: Ildefonsjada, czyli Sen o letniej nocy Konstantego Ildefonsa Gałczyńskiego, reż. Piotr Cieślak

Teatr Komedia w Warszawie
- 2001: Stosunki na szczycie Edwarda Taylora jako Lady Lillian Partridge, reż. Jerzy Bończak
- 2003: Łóżko pełne cudzoziemców Freemana Davea jako Helga Philby, reż. Jerzy Bończak
- 2005: Ośle lata Frayna Michaela jako żona dyrektora, reż. Marcin Sławiński
- 2006: Jeszcze jeden do puli?! Cooneya Raya, Hiltona Tony jako Winnie, reż. Jerzy Bończak
- 2007: Pół żartem pół sercem Kena Ludwiga jako Florance, reż. Marcin Sławiński
- 2011: Fotki z wakacji Johna Chapmana, Michaela Pertweea jako Celia, reż. Tomasz Dutkiewicz

Przedstawienie impresaryjne
- 1994: Pejzaż bez ciebie Jerzego Wasowskiego, reż. Wojciech Młynarski

### Radio
Teatr Polskiego Radia
- 1996: Alicjo – śpisz Wandy Majerówny, reż. Jan Warenycia

## Dyskografia gościnnie
- T. Suchocki: pianista, kompozytor, aranżer i dyrygent, Polskie Nagrania, 2000
  - „Wzięłam urlop od kochania”, sł. Magda Czapińska – Agnieszka Kotulanka
- Wojciech Młynarski: Prawie całość, Polskie Radio S.A., 2001
  - „Jurata” – Agnieszka Kotulanka
- Galimatias – Gala Piosenki Aktorskiej: Wrocław 1989-95, Agencja Artystyczna MTJ 2003
  - „Bo ty masz w sobie coś” – Maria Pakulnis, Agnieszka Kotulanka, Ewa Błaszczyk, Krystyna Tkacz
  - „Przez minutkę” – Agnieszka Kotulanka
  - „Rosołek” – Maria Pakulnis, Agnieszka Kotulanka, Krystyna Tkacz, Barbara Dziekan
- Gwiazdy na Gwiazdkę, Agencja Artystyczna MTJ, 2004
  - „Pójdźmy Wszyscy do Stajenki” – Agnieszka Kotulanka
- Kolędy. Wśród nocnej ciszy., MTJ Agencja Artystyczna, 2005
  - „Pójdźmy Wszyscy do Stajenki” – Agnieszka Kotulanka